# Roland Martin (medicinare)

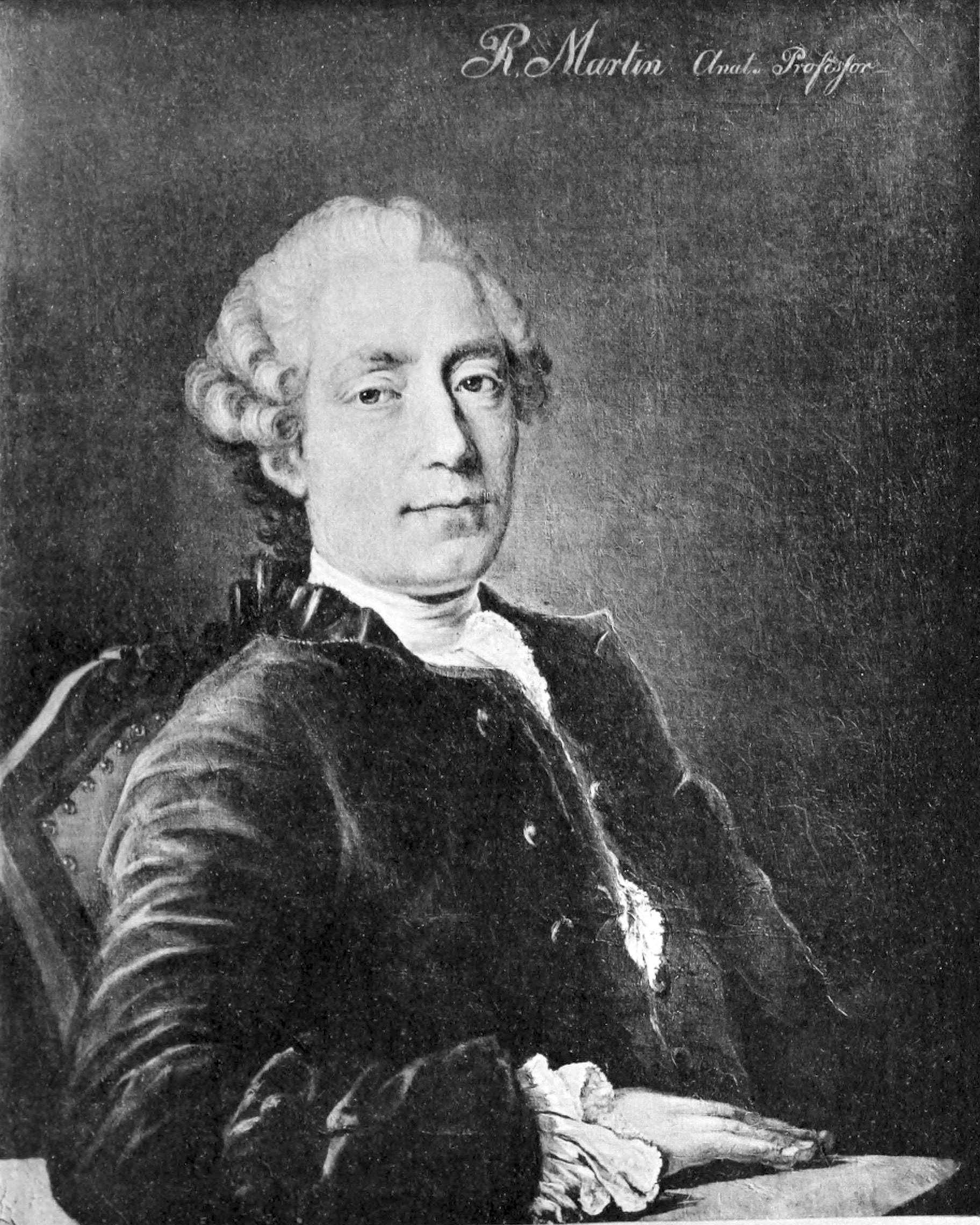
Roland Martin. Oljemålning.

Roland Martin, född 30 juli 1726 i Uppsala, död 10 september 1788 på Broby, Häverö socken, Roslagen, var en svensk läkare och professor.

## Biografi
Roland Martins far var medicine adjunkten Petter Martin vid Uppsala universitet. Farfadern Anton Martin var en vallonsk rådman i Gävle och gift med en dotter till Petrus Fontelius och Katarina Bure från Bureätten. Modern Wendela Charlotta Rudbeck var dotter till Olof Rudbeck d.y. och sondotter till Olof Rudbeck d.ä.
Martin blev student vid Uppsala universitet 1743 och medicine doktor 1751, etablerade sig samma år som läkare i Stockholm och utnämndes 1752 till provinsialmedikus i Halland. År 1751-1752 var han även intendent vid Sätra hälsobrunn. 1754 reste han till Paris, där han studerade anatomi och kirurgi. Åren 1756–1779 var han professor i dessa ämnen hos Collegium medicum i Stockholm, där hans föreläsningar lade grunden till det vetenskapliga studiet av anatomin. 
År 1759 blev Martin ledamot av Vetenskapsakademien och 1761 av Kirurgiska societeten, han blev 1766 assessor i Collegium medicum och erhöll 1777 av Vetenskapsakademien guldmedalj för en medicinsk avhandling Bevis att förlusten af ett och annat menniskans utvärtes sinne kan ersättas genom större fullkomlighet hos ett annat. Martin meddelade till Vetenskapsakademiens Handlingar flera rön ur sin praktik samt efterlämnade åtskilliga tal och skrifter i medicinska ämnen.
Han var kusin till Anton Rolandsson Martin, farfar till Roland Martin, farfars far till Carl Roland Martin, farfars far till Hugo Martin och Fredrik Robert Martin samt morfars far till Gustaf de Laval.